# Мошенское сельское поселение (Тверская область)
Мошенское се́льское поселе́ние — упразднённое муниципальное образование в Осташковском районе Тверской области Российской Федерации.
Административный центр — деревня Мошенка.

## Географические данные
- Общая площадь: 306,0 км²
- Нахождение: северная часть Осташковского района
  - Граничит:
    - на севере — с Новгородской областью, Демянский район
    - на северо-востоке — с Фировским районом, Фировское СП
    - на востоке — со Святосельским СП
    - на юго-востоке — с Сорожским СП
    - на юго-западе — с Ботовским СП
    - на западе — с Залучьенским СП

Большая часть поселения находится на восточном берегу озера Селигер. На юго-западе территория переходит на западный берег Селигера и включает самый большой на нём остров Хачин. Другие озёра: Большой и Малый Ржанец, Остречино, Плотомой, Большое и Малое Пестино, Лопушня. Основные реки — Черемуха (Серемуха) и её притоки Мшена, Ржанка.

## История
В XI—XV вв. территория поселения входила во владения Великого Новгорода и до XVIII века относилась к Полоновскому и Жабненскому погостам и волости Березовец Деревской пятины Новгородской земли.

С XVIII века территория поселения входила:
- в 1708—1727 гг. в Санкт-Петербургскую (Ингерманляндскую 1708—1710 гг.) губернию, Тверскую провинцию,
- в 1727—1775 гг. в Новгородскую губернию, Тверскую провинцию,
- в 1775—1796 гг. в Тверское наместничество, Осташковский уезд,
- в 1796—1929 гг. в Тверскую губернию, Осташковский уезд, (часть территории на северо-западе относилась к Валдайскому уезду Новгородской губернии)
- в 1929—1935 гг. в Западную область, Осташковский район,
- в 1935—1990 гг. в Калининскую область, Осташковский район
- с 1990 в Тверскую область, Осташковский район.

В середине XIX-начале XX века деревни поселения относились к Щучинской, Кравотынской и Павлиховской волостям Осташковского уезда и Рабежской волости Валдайского уезда.
Образовано в 2005 году, включило в себя территорию Мошенского и Задубского (по переписи 2002 года 136 человек) сельских округов.
Законом Тверской области от 17 апреля 2017 года № 27-ЗО, все муниципальные образования Осташковского района были преобразованы в Осташковский городской округ.

## Население
| \| 2002 \| 2005 \| 2008 \| 2010[5] \| 2011[6] \| 2012[7] \| 2013[8] \| \| ------- \| -------- \| -------- \| ------- \| ------- \| ------- \| ------- \| \| 435 \| ↗539 \| ↗552 \| ↘415 \| ↘413 \| ↘412 \| ↗423 \| \| 2014[9] \| 2015[10] \| 2016[11] \| 2017[2] \| \| \| \| \| ↘407 \| ↘399 \| ↘389 \| ↘357 \| \| \| \| 100 200 300 400 500 600 2002 2012 2017 |      |      |      |      |      |      |
| 2002 | 2005 | 2008 | 2010 | 2011 | 2012 | 2013 |
| 435 | ↗539 | ↗552 | ↘415 | ↘413 | ↘412 | ↗423 |
| 2014 | 2015 | 2016 | 2017 |      |      |      |
| ↘407 | ↘399 | ↘389 | ↘357 |      |      |      |

## Состав сельского поселения
| №  | Населённый пункт | Тип населённого пункта          | Население |
| -- | ---------------- | ------------------------------- | --------- |
| 1  | Большое Веретье  | деревня                         | →21       |
| 2  | Бородино         | деревня                         | ↗11       |
| 3  | Бухвостово       | деревня                         | ↘0        |
| 4  | Волоховщина      | деревня                         | ↘17       |
| 5  | Глебово          | деревня                         | ↘8        |
| 6  | Голенек          | деревня                         | ↘12       |
| 7  | Городец          | деревня                         | ↗23       |
| 8  | Доброе           | деревня                         | ↘1        |
| 9  | Дубово           | деревня                         | ↘1        |
| 10 | Задубье          | деревня                         | ↘19       |
| 11 | Заплавье         | деревня                         | ↘44       |
| 12 | Заполек          | деревня                         | ↗8        |
| 13 | Климова Гора     | деревня                         | ↘16       |
| 14 | Княжое           | деревня                         | ↘1        |
| 15 | Красуха          | деревня                         | ↘28       |
| 16 | Ласкоревщина     | деревня                         | ↗1        |
| 17 | Малое Веретье    | деревня                         | ↗1        |
| 18 | Мошенка          | деревня, административный центр | ↘145      |
| 19 | Ореховка         | деревня                         | ↘35       |
| 20 | Орлово           | деревня                         | ↘0        |
| 21 | Осинка           | деревня                         | ↘0        |
| 22 | Павлиха          | деревня                         | ↘1        |
| 23 | Подолище         | деревня                         | ↘1        |
| 24 | Сальниковщина    | деревня                         | ↗1        |
| 25 | Святое           | деревня                         | →0        |
| 26 | Толстик          | деревня                         | ↘1        |
| 27 | Турская          | деревня                         | ↘6        |
| 28 | Хретень          | деревня                         | →0        |

Прим.: Деревня Хретень была исключена из списков населённых пунктов района в 1984 году, и вновь образована в 2003 году.

## Известные люди
- Илья Фарбер — художник, учитель сельской школы в Мошенке и директор ДК, ставший знаменитым в связи с громким судебным процессом по обвинению в превышении должностных полномочий при ремонте ДК[14].